# El debate del Bailando
El debate del Bailando fue un programa de televisión argentino, el show complementario del polémico reality show de baile Bailando. Se emitía los días sábado (desde las 6:00 a 7:30 p. m.) y domingo (desde las 6:30 a 8:00 p. m.) en América TV. Comenzó el sábado 19 de agosto de 2023 y finalizó el 28 de enero de 2024. Con la finalización del certamen, desde el domingo 5 de febrero, el formato del programa cambio y también su nombre, el cual paso a llamarse El debate del Espectáculo.

## Formato
El programa mostrará el backstage e imágenes exclusivas del Bailando 2023, entrevistas al elenco del reality show y material de ensayo de las parejas que compiten en el programa. 
Se analizará las previas de los participantes, las presentaciones de baile, las devoluciones de los jurados, las eliminaciones y las polémicas (o peleas) surgidas tanto dentro como fuera de la pista. Para ello, cuenta con un equipo de panelistas e incluso tendrá como invitados al elenco actual y miembros del elenco antiguo (exjurado, exparticipante, excoreógrafo); ya sea en el estudio de televisión o en el móvil con un cronista.

## Elenco

#### Presentadora
- La exmodelo y conductora, Denise Dumas. Ha sido participante del certamen de baile en la séptima edición.

#### Panelistas
- El periodista de espectáculos, Augusto "Tartu" Tartúfoli.
- La periodista de espectáculos, Cora Debarbieri.
- La periodista de espectáculos y productora, Laura Ubfal. También se desempeñó como jurado en la primera edición del Cantando y en las únicas dos ediciones del Patinando.
- La periodista de espectáculos, Marcela Tauro. También exparticipante del certamen de baile (ha participado en la décima temporada).
- La actriz y modelo, Sabrina Rojas. También exparticipante del certamen de baile (ha participado en tres temporadas: la quinta, la sexta y undécima).

#### Cronistas
- El periodista de espectáculos, Santiago Riva Roy.

### Cronología del elenco
| Miembro del elenco | Episodios | Episodios | Episodios | Episodios | Episodios | Episodios |
| Miembro del elenco | 1         | 2         | 3         | 4         | 5         | 6         |
| ------------------ | --------- | --------- | --------- | --------- | --------- | --------- |
| Denise Dumas       |           |           |           |           |           |           |
| Augusto Tartúfoli  |           |           |           |           |           |           |
| Cora Debarbieri    |           |           |           |           |           |           |
| Laura Ubfal        |           |           |           |           |           |           |
| Marcela Tauro      |           |           |           |           |           |           |
| Sabrina Rojas      |           |           |           |           |           |           |
| Santiago Riva Roy  |           |           |           |           |           |           |

## Ficha técnica
- Conducción: Denise Dumas
- Panelistas: Laura Ubfal – Augusto Tartúfoli – Sabrina Rojas – Cora Debarbieri – Santiago Riva Roy – Marcela Tauro
- Equipo de coordinación: Mariela Peralta
- Iluminación: Juan Carlos Nakazato
- Jefe de post-producción: Nicolás Downs
- Coordinación general: Guillermo Prada
- Producción: Jorge Luengo
- Producción ejecutiva: Gabriel Fernández
- Producción general: Pablo Prada – Federico Hoppe
- Dirección: Pablo González
- Dirección general: Marcelo Tinelli